# 库克斯希
库克斯希（Kukshi），是印度中央邦Dhar县的一个城镇。总人口24317（2001年）。

## 人口
该地2001年总人口24317人，其中男性12424人，女性11893人；0—6岁人口3625人，其中男1896人，女1729人；识字率63.78%，其中男性为71.22%，女性为56.01%。